# Guem (Musiker)

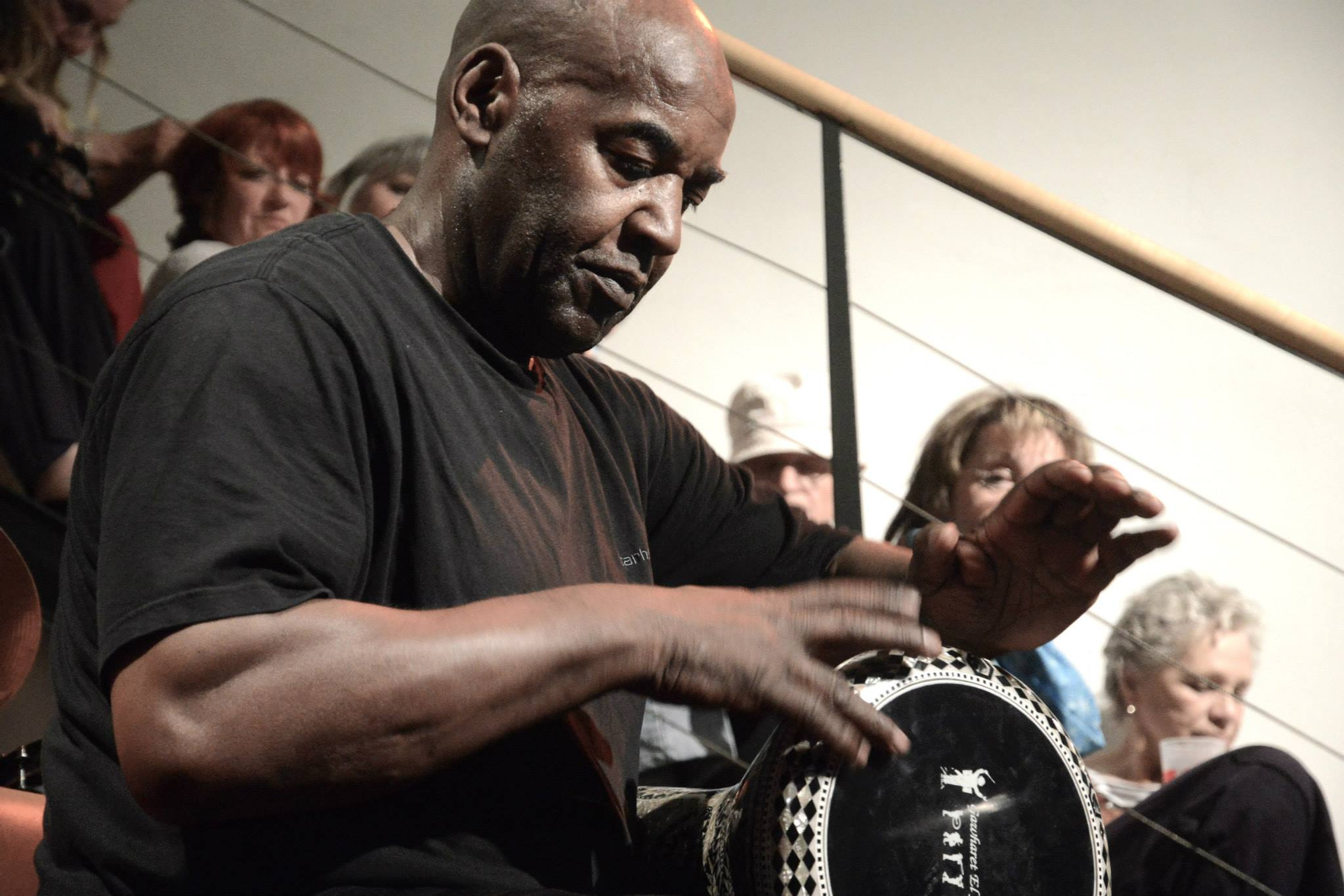
Guem (2014 in Wien)

Guem (* 9. März 1947 in Batna, Algerien als Abdelmadjid Guemguem; †  22. Januar 2021 in Paris) war ein französischer Perkussionist und Tänzer algerischer Herkunft, der mit Instrumenten wie Djembé, Conga oder Darabouka als Solist auftrat.

## Leben
Guem wuchs in einem von Gnawamusik geprägten Umfeld auf. Im Alter von 16 Jahren ging er nach Frankreich, zunächst, um eine Karriere im Fußball anzustreben. Er lebte in Paris. Er spielte in den 1970er Jahren überwiegend im Intercommunal Free Dance Orchestra von François Tusques, begleitete aber auch Michel Portal, Steve Lacy sowie die Sängerin Colette Magny. Daneben strebte er eine Solokarriere an. Bereits 1973 gab Guem sein erstes Album heraus, Percussions Africaines. Bekannt wurde Guem mit dem 1978 produzierten Album Guem et Zaka Percussion. Danach hat er unter eigenem Namen zahlreiche weitere Alben produziert. Er beschäftigte sich nicht nur mit Rhythmen aus Nord- und Westafrika, sondern auch aus Brasilien, Haiti, Kuba oder Mexiko. Das 2007 bei Nocturne erschienene Album Couleurs Pays präsentierte Rhythmen aus 17 verschiedenen Ländern. Sein bekanntester Titel ist Le Serpent (das Guem auf fünf Congas spielte); es ist die Titelmelodie der französischen Fernsehsendung Ça se discute (auf France 2). Das Album Mon Paris (2011) ist eine Hommage an die Wahlheimat des Künstlers. Jedem der 20 Pariser Bezirke ist ein Stück gewidmet.
Neben seiner künstlerischen Tätigkeit war Guem als Musik- und Tanzpädagoge tätig, u. a. am Centre des Arts vivants in Paris und beim Festival ImPulsTanz in Wien.

## Diskographie
- 1973: Percussions Africaines (Harmonia Mundi)
- 1977: Guem: Rythmes africains, afro-cubains et orientaux (Harmonia Mundi)
- 1978: Guem et Zaka Percussion (Harmonia Mundi)
- 1981: O Universo Rítmico de Guem (Harmonia Mundi)
- 1983: Félin (Harmonia Mundi)
- 1985: Possession (Le Chant du Monde)
- 1993: Danse (Harmonia Mundi)
- 1995: Musiques de transe (Harmonia Mundi)
- 1995: Baobab (Voix d'Afrique)
- 1996: Voyage (Voix d'Afrique)
- 1997: Rhythm'n'ball (Harmonia Mundi)
- 1997: Percussions (Le Chant du Monde)
- 1999: Royal Dance (Le Chant du Monde)
- 2001: Libertés (Harmonia Mundi)
- 2001: Live à l'Elysée Montmartre (Follow Me Rec)
- 2003: Rose des Sables (Follow Me Rec)
- 2006: Caméléon (Nocturne)
- 2007: Couleurs Pays (Nocturne)
- 2009: Guem, Jérémy Soudant
- 2011: Guem, Mon Paris